# 神鵰俠侶角色列表
神鵰俠侶角色列表，是金庸所作的武俠小說《神鵰俠侶》裏全部登場人物角色的概覽。

## 主角
- 楊過——小說男主角，前作《射鵰英雄傳》反派角色楊康與重要角色穆念慈之子，祖父母分別為楊鐵心和包惜弱；亦是歐陽鋒之義子，李莫愁名義上的師姪，小龍女之徒與丈夫，程英、陸無雙及郭襄的義兄，郭靖、黃蓉的義姪。俊朗聰明，年少時遭遇悲慘所以討厭世俗禮教。所幸際遇奇佳，年紀輕輕認西毒歐陽鋒為義父。和郭靖一家本為三世世交，在楊過年少父母雙亡後，曾獲郭靖與黃蓉收留，自此被郭靖視楊過為親子，甚至比親生兒女還要親，對其極為關愛，但黃蓉因楊康之故不喜歡其子楊過，認為有其父必有其子，多年來始終對他心存偏見並處處提防，楊過亦對其心存芥蒂，黃蓉在楊過年少時故意不傳授其武功，只教其儒家經典，後被郭靖送往全真教學藝，前往全真教拜師學藝，卻受盡全真教欺凌而拜入古墓派門下，楊過長大後，並與師傅小龍女發展為當世所不容的師徒戀，但一度遭郭靖、黃蓉等人反對其與小龍女的師生戀，又一度誤會郭靖、黃蓉為殺父仇人，加上郭芙的一連串魯莽行為，令郭靖、黃蓉與自己的關係變得複雜，雙方一度中斷往來十六年。遭郭芙斷臂後，以玄鐵劍練成獨孤求敗的劍法，又自創黯然銷魂掌，達到絕頂高手之境。出關後穿戴人皮面具與神雕為伴行俠仗義，贏得「神鵰俠」美名，武林上下無論正邪黑白皆對楊過敬畏有加。結尾時殺死蒙古領導者蒙哥，並頂替義父歐陽鋒成為新「天下五絕」中的「西狂」，與小龍女相偕隱居，但襄陽城破前曾把玄鐵劍送給郭襄（新修版連同君子劍和淑女劍贈送），郭靖夫婦便把他製作成屠龍刀和倚天劍。與「東邪」黃藥師、「老頑童」周伯通、耶律齊等頗為投契，其中更與黃藥師為忘年之交。除了小龍女外，楊過先後被陸無雙、完顏萍、程英、郭芙、公孫綠萼、郭襄暗戀。與郭芙有一段複雜的思怨。
- 小龍女——小說女主角，古墓派第三代傳人，肌膚白皙且清麗脫俗，容貌比實際年齡年輕得多，內心對男女情愛卻炙烈扭曲，禁慾的外表下，藏著深深的不安全感，一旦和楊過溝通不良，立刻出走，只有死守楊過與之同生死，才感快樂。收容少年楊過並授其武藝，兩人日久生情，卻為此情流離江湖、受盡苦楚，後來被甄志丙（舊版為尹志平）所姦污。後來奇遇周伯通並為忘年之交，並自周伯通學到「雙手互搏」而武功大進，足以獨自抵擋當世一流高手金輪國師。重傷之餘留字予楊過十六年後在絕情谷相逢，該書結尾時與楊過於古墓隱居，不問世事。

## 桃花島
- 郭靖——前傳《射鵰英雄傳》的男主角，本作重要角色。與本作主角楊過之父母楊康、穆念慈、 蒙古王子拖雷和「老頑童」周伯通金蘭之誼。黃蓉之丈夫，為「東邪」黃藥師之女婿，楊過的義伯父，郭芙、郭襄和郭破虜之父， 耶律齊之岳父，武敦儒、武修文的師父。少年時在蒙古長大，並與蒙古軍隊關係密切，曾被成吉思汗重用，一度被策封金刀駙馬和參與過西征，不過已在前傳《射鵰英雄傳》結尾時決裂，至本書時正式成為天敵。正式師父是江南七怪、丐幫第十八代幫主「北丐」洪七公和晢別，人生深受洪七公影響，並一生以洪七公為榜樣。與全真教有極深的淵源，該派馬鈺和周伯通亦曾花時間教授其武功。楊康和穆念慈之義兄，拖雷和「老頑童」周伯通之義弟。曾收留朋友武三通之子武敦儒、武修文，並收他們作徒弟，但不善調教徒弟，故弟子武功平平。一生俠義為懷，以身報國不遺餘力，具有一切模範俠義應有的精神，為國為民的情操感染了身邊的人，尤其是本書主人公楊過，對其一生有重大影響，使他不要像父親一樣誤入歧途。武功蓋世，當世絕頂武林高手之一，武功修為當世第一，震鑠古今，身負降龍十八掌、《九陰真經》、雙手互搏、空明拳四大神功。身懷全真教上成陣法天罡北斗陣，一人可化身七人。在神鵰俠侶故事初登場時武功實力上可與「天下五絕」、義兄周伯通齊驅。因多年來鑽研武穆遺書，而用兵如神，為蒙古最忌憚和害怕的人。箭法當世第一，不僅是當世第一高手，也是中原武林領袖。多年來鎮守襄陽，領導中原武林抵抗蒙古侵略的領袖，因而受到武林人士的尊敬，乃至人民百姓的敬重。但最終(本書结束後十餘年)與黃蓉在襄陽城破時以死殉國。和楊過一家本為三世世交，故在楊過年少時曾與黃蓉收留雙親已逝的楊過，自此視楊過為親子，甚至比親生兒女還要親，對其極為關愛，後把其送往全真教學藝，楊過長大後，曾聯合黃蓉等人反對其與小龍女的師生戀，與黃蓉又一度被楊過誤會為殺父仇人，加上郭芙的一連串魯莽行為令郭靖、黃蓉與楊過、小龍女的關係變得複雜，雙方一度中斷往來十六年。本書結尾時承師父洪七公之位而成為「天下五絕」中的「北俠」。《倚天屠龍記》裡的百歲张三丰認為自己畢生修為可能還不如此時的郭靖，足見郭靖之強。

- 黃蓉——丐幫第十九代幫主，前傳《射鵰英雄傳》中的女主角。本作重要角色，為郭靖的妻子，「東邪」黃藥師之女，楊過的義伯母，郭芙、郭襄和郭破虜之母，耶律齊之岳母，曾收留朋友武三通之子武敦儒、武修文，並收他們作徒弟。師承父親和洪七公。足智多謀又美豔超群，有女中諸葛之稱，同時又保守謹慎，多疑護短。精通五行八卦陣和奇門遁甲之術，擅長桃花島的武功、《九陰真經》和打狗棒法。 多年來與丈夫郭靖鎮守襄陽，協助丈夫抵抗蒙古入侵，最後與郭靖以死殉國，以報效國家。與郭靖不同因楊康之故不喜歡其子楊過，認為有其父必有其子，故雖在楊過年少時與郭靖收留雙親已逝的楊過，但多年來始終對他心存偏見並處處提防，楊過亦對其心存芥蒂，年少時故意不傅授其武功，只教其儒家經典，但亦間接影響楊過曰日後品格，使其不用重蹈楊康覆轍。楊過長大後，曾支持郭靖等人反對其與小龍女的師生戀，與郭靖又一度被楊過誤會為殺父仇人，加上郭芙的一連串魯莽行為令郭靖、黃蓉與楊過、小龍女的關係變得複雜，雙方一度中斷往來十六年。多年來，一直教女無方，一味溺愛郭芙，養成其嬌橫自大的性格，使其一次次闖下大禍。
- 郭芙—— 本作重要角色。為郭靖、黃蓉的長女，「東邪」黃藥師的外孫女，郭襄、郭破虜的大姊，耶律齊的妻子，武敦儒、武修文的師妹，與主角楊過有着複雜的瓜葛。容貌甚美，但其性格較衝動魯莽，率直任性，自大無人，口直心快，有時甚至顯得蠻不講理，不太懂人情世故，說話行事經常無意間得罪他人亦不自知，做事則時常莽故後果而弄致過火，故曾多次闖下大禍，如在爭執中揮劍斬斷楊過右臂，不久又將李莫愁遺下的冰魄銀針射入棺中，誤中躲在棺中楊過夫婦，毒性進入小龍女全身大穴，小龍女藥石無靈，生命進入倒數，後來小龍女失蹤十六年間接上亦因此而起。最嫁給耶律齊後，結婚十餘年但並未生子。
- 郭襄——外號「小東邪」，為郭靖、黃蓉的次女，「東邪」黃藥師的外孫女，郭芙的妹妹，郭破虜的二姊，耶律齊的小姨子，武敦儒、武修文的師妹，與郭破虜為雙胞胎姐弟，生日九月二十四日。因生於襄陽而被黃蓉取名為「襄」，以告誡郭襄不要忘記一家守城的責任和對國家民族的大義。外貌眉目嬌美，神姿秀麗，性格平易近人，心恩細密，能言善辯，聰明伶俐，百面玲瓏，為人設想，同時可愛純潔之中不失豪爽，天真浪漫之中又不失聰慧，遺傅了黃蓉的智慧頭腦，這與姊姊郭芙的性格南轅北轍。個性我行我素，漠視世俗禮教，頗有其外祖父東邪黃藥師之風，使她贏得「小東邪」的外號。出生前後金輪國師等蒙古武林高手潛入襄陽行刺郭靖，緊急關頭之際，黃蓉驚動胎氣，在大火之下冒險產下郭襄與孿生弟弟郭破虜，及後被小龍女、楊過、「赤練仙子」李莫愁、蒙古僧人金輪國師、蒙古勇士尼摩星五大大高手所爭奪，一度先後落入李莫愁和楊過手上，最終被黃蓉奪回。曾與楊過有一段江湖冒險經歴，在英雄大會曾獲楊過當眾祝壽，故暗戀「大哥哥」楊過，國破家亡後持倚天劍離開襄陽欲投靠楊過但未果，此前亦結識張君寶（即张三丰），於40歲看破紅塵，出家為尼，成為峨嵋派開山祖師。
- 郭破虜—— 為郭靖、黃蓉的獨子，「東邪」黃藥師的外孫，郭芙、郭襄的弟弟，耶律齊的小舅，武敦儒、武修文的師弟。與郭襄為雙胞胎姐弟，生日九月二十四日。出生前後金輪國師等蒙古武林高手潛入襄陽行刺郭靖，緊急關頭之際，黃蓉驚動胎氣，在大火之下冒險產下郭襄與孿生弟弟郭破虜。襄陽失守後與父母殉國。
- 武敦儒——武三通與武三娘之子，武修文胞兄，與李莫愁有殺母之仇，自幼為郭靖收留，鍾情於郭芙，卻幾乎與兄弟為她反目。後來與耶律燕相戀並娶其為妻，十六年後成長為郭靖軍事上的得力助手。
- 武修文——武三通與武三娘之子，武敦儒胞弟，與李莫愁有殺母之仇，自幼為郭靖收留，同樣愛慕郭芙而與兄長鬧翻。後來與完顏萍相戀並娶其為妻，十六年後成長為郭靖軍事上的得力助手。《倚天屠龍記》中出現他的後代武烈。
- 程英——陸無雙表姊，舅家遭李莫愁遷怒滅門，幸為「東邪」黃藥師所救並收為閉門弟子；溫柔穩重又善解人意，與表妹同樣愛上楊過但從未明言。十六年後成為熟習黃藥師多數絕學的一流高手，與大夥一同齊聚襄陽抵抗蒙古，事後偕陸無雙定居嘉興渡過餘生，兩人皆終生未嫁。
- 馮默風——黃藥師弟子之一。在小說中，楊過等人為了抵禦李莫愁的拂塵，欲託匠人打造一把大剪刀以應敵，遂找到正等待蒙古軍徵召去鑄造兵器的鐵匠馮默風。當得悉程英為自己的小師妹後，便挺身而出，拿著柺杖，單腳與來犯的李莫愁搏鬥，用燒鐵器把李莫愁的衣裳燙掉片片，替楊過等人將李莫愁打發掉。被逐出桃花島後，多年以來處心積慮，假意到蒙古軍擔任鐵匠，侍機暗殺一些蒙古將領，意在保衛南宋邊境。成功救出為保襄陽而身陷險境的郭靖及楊過後，便給從後追趕的金輪國師所擊斃。
- 曲傻姑——桃花島島主「東邪」黃藥師的大弟子曲靈風的女兒，只有小童的智商，由於先天不足，故黃藥師苦心另創武功讓傻姑學習。後來見到楊過的樣貌便誤以為是楊康，而楊過則從她口中得知父親楊康的死況，繼而誤會郭靖與黃蓉夫婦為殺父仇人。
- 陸冠英——大勝關陸家莊莊主，江南太湖歸雲莊莊主陸乘風之子，仙霞派枯木大師之徒，黃藥師之徒孫，程瑤迦之夫。
- 程瑤迦——孫不二之徒，陸冠英之妻。

## 天下五絕
- 黃藥師——「天下五絕」中的「東邪」，黃蓉之父，郭靖之岳父，程英之師父，傻姑之師祖，另有六大弟子。桃花島的開山祖師。武功以臻化境，足以問鼎武林，當世絕頂武林高手之一。自命不凡，性情孤僻怪异，討厭世俗禮教。才智卓绝，精通奇門遁甲之術，絕學為奇門五轉、落英神劍掌、玉簫劍法、碧海潮生曲和弹指神通等。對楊過甚為賞識，結為忘年之交。
- 歐陽鋒——「天下五絕」中的「西毒」，擅於用毒，擅長武功為蛤蟆功、灵蛇拳和透骨打穴法。逆練《九陰真經》，雖然以此在第二次華山論劍得到武功「天下第一」的稱號，但亦因此走火入魔導以致神智癲狂，當世絕頂武林高手之一。收少年楊過為義子，得於晚年稍慰喪子之痛。最後和洪七公在華山相擁而死。
- 一灯大師——「天下五絕」中的「南帝」，原名段智興，原為大理國皇帝，後退位後出家為僧。武三通、朱子柳、裘千仞、點蒼漁隱之師父。擅長一陽指和先天功， 為當世絕頂的武林高手之一。結尾時外號改為「南僧」。
- 洪七公——「天下五絕」中的「北丐」，又称「九指神丐」，後輩稱洪老幫主，前任丐幫幫主，也是郭靖與黃蓉的師父。好吃美食，為人光明磊落，路見不平扶危濟困。絕技為降龙十八掌和打狗棒法，為當世絕頂的高手之一。最後和歐陽鋒在華山相擁而死。
- 王重陽——「天下五絕」中的「中神通」，全真派創始人之一，「老頑童」周伯通的師兄，天下第一高手。在《射鵰英雄傳》故事開始之前就已亡故。

## 古墓派
- 林朝英——古墓派的开山祖师，是个传奇人物。在故事開始時，甚至於《射鵰英雄傳》開始前已逝去多年。也因早在華山論劍前已死，所以不為世人所知。為可與王重陽比肩的絕頂高手。林朝英容貌極美，秀眉入鬢，眼角之間卻隱隱帶著一層殺氣，與王重陽是一對冤家情侶。
- 林朝英的丫鬟：是古墓派的第二代掌門，與林有師徒情誼，亦是林實際上的徒弟。姓名不詳，為小說女主角小龍女的師父，亦屬金庸小說中超群的高手之一。可惜林朝英死時，她尚未練成古墓派絕學玉女心經。後來因助徒弟李莫愁，被「西毒」歐陽鋒所傷而死。
- 小龍女——古墓派第三代掌門人，金庸筆下廣受讀者喜愛的女主角之一，亦為金庸小說中武功絕頂的高手之一。容貌秀美若仙、冰肌玉骨，明艷絕倫、清若姑射仙子，天姿靈秀；武功輕靈飄逸，於婀娜嫵媚中擊敵制勝。容貌秀美若仙、冰肌玉骨，明艷絕倫、清若姑射仙子。她外表至真至純，內心對男女情愛卻炙烈扭曲，禁慾的外表下，藏著深深的不安全感，一旦和楊過溝通不良，立刻出走，只有死守楊過與之同死，才感快樂。是金庸筆下性格極複雜女性一。她是楊過的師父，與楊過互生情愫，但因彼此性格和師生戀不容於世，因此多次主動出走。 後與楊過義助郭靖，大戰金輪法王。與楊過之間四離四合，生死相隨，為救楊過性命，跳下斷腸崖，在谷底生活十六年。十六年後與楊過義助郭靖、黃蓉守衛襄陽，成為揚名天下的「神鵰俠侶」。第三次華山論劍後，與楊過歸隱江湖。
- 孫婆婆——古墓派奴僕，將小龍女養大的婆婆，略懂古墓派武功，功夫學自林朝英的丫鬟。因為救楊過偷襲他人，死於全真道士郝大通手下，臨死前拜託小龍女收留楊過。
- 李莫愁——小龍女的師姊，外號「赤煉仙子」，容貌甚美、武功高強，為金庸小說中武功超群的高手之一。但受情傷刺激變成殘暴嗜殺的女魔頭，最後困於情花叢中遭大火燒死。
- 洪凌波——李莫愁弟子，個性較仁慈且相當照顧師妹陸無雙。幼時被李莫愁所救，年幼無依便拜李莫愁為師，常幫遭李莫愁毒手又無抵抗之力的人求情，最後在絕情谷底李莫愁為了跳出情花叢而把洪凌波當作踏板蹬到內臟俱碎，但洪凌波死前拉著李莫愁的腳使她跳不出情花叢一起陪葬，算是對李莫愁無情自私的抗議，最終死不瞑目。
- 陸無雙——全家遭李莫愁滅門並強收為徒，但李莫愁為了防她報仇故對陸無雙很不好，功夫也是亂教一通，這段期間幸得師姐洪凌波照應才好過些。後來在楊過相助下逃離李莫愁控制，內心亦對楊過傾心，個性活潑、常喚楊過「傻蛋」。結尾與表姊程英定居嘉興渡過餘生，兩人終生未嫁。
- 楊過——小龍女的徒弟，古墓派弟子兼首名男徒，幼年時得小龍女收留，及後與師父漸生情素，為天下所不容，最後與其成婚，結尾時與小龍女隱居於古墓。與師伯李莫愁不和，常被其攻打和侮辱。

## 全真教
- 周伯通—— 是全真教創始人之一，乃天下五絕之一「中神通」王重阳的师弟，全真七子的師叔，郭靖的義兄，耶律齊之師父，瑛姑的舊情人，曾與其私通，誕下一嬰(不知情，後期才得知，但亦成一生最大的憾事，並認為自己愧對一燈大師和瑛姑，因此避見見他們。當世最絕頂武林高手之一，在神鵰俠侶故事初登場時武功實力上可與「天下五絕」、義弟郭靖、蒙古密教金剛宗僧人兼蒙古護國第一國師金輪國師齊驅，甚至與天下五絕及慈恩相比更有過之而無不及。身負《九陰真經》和全真教武功，自創空明拳與雙手互搏。天性純真，性情單純，又如孩童般任意妄為，常不看場面緩急狀況下胡鬧，喜歡玩耍，行為幼稚，心性猶如長不大的小孩，為老不尊，故有「老頑童」之稱。他不拘小節、好武成癡，把武功當作人生的一部分。當被生平未見的武功吸引時，有甘願向施功者拜師求教的舉動。在王重陽逝世後成為全真教中武功實際上最強的高手，曾被黃藥師桃花島囚禁15年。與郭靖、黃蓉、洪七公、黃藥師、楊過和小龍女頗為投契，與小龍女更為忘年之交。是楊過在全真教中比較瞧得起和惟一交好的人；結尾時成為「天下五絕」之首的「中頑童」，武功最高的高手之一。
- 全真七子——以馬鈺為首，「中神通」王重陽的徒弟、「老顽童」周伯通的師姪，擅長全真劍法和天罡北斗陣。全真七子分别是：丹阳子马钰、長真子譚處端、長生子刘处玄、長春子丘處機、玉陽子王處一、廣寧子郝大通、清静散人孫不二。雖具江湖名望但都不算是一流高手，武功遠不及其師父和師叔。
- 耶律齊——身份為大遼皇族後人，全真教第二代弟子，周伯通的入室弟子兼唯一徒弟， 但被其下令不得透露其師徒關係身份。全真七子的師弟，趙志敬、甄志丙等全真教第三代弟子的師叔。武功高強，內力渾厚，在平輩中實力僅遜於楊過，擅長全真教武功，尤其是全真劍法和空明拳，亦將自己所學教給其妹耶律燕
- 趙志敬——全真教第三代弟子，王处一的徒弟，曾為少年楊過之師父。武功為第三代弟子之最，但為人卑鄙奸險，是徹頭徹尾的人渣，丘處機對他甚為嫌棄。後來勾結金輪法王（第三版名為金輪國師），賣國謀求全真教掌門之位，最後被周伯通放玉蜂螫死。
- 尹志平——全真教第三代弟子，丘处机的首徒，舊版為全真教下任掌教熱門人選，癡迷小龍女美貌而趁其被欧阳锋点倒而对她姦汙，雖對小龍女有歉意但並不後悔性侵，反而還對歡愉過程及小龍女的絕美肉體意猶未盡，後來心甘情願死在小龍女劍下；新修版則改為郭靖好友，潛心内丹煉气之道，極少涉足江湖，幾乎沒有什麼戲份，後來成為第三代全真掌教。（由於受到大陸全真教協會抗議，原戲份移給原創角色甄志丙代替）
- 甄志丙——全真教第三代弟子，丘处机的徒弟，在小龍女無法動彈時姦汙她，事後他對此相當後悔，數度求小龍女將自己殺死但小龍女下不了手；後來為了贖罪以及讓小龍女和楊過全身而退，自己撲向眾道士的八九柄長劍，自盡身亡。此角色為新修版登場，替代舊版的尹志平，性格設定也較舊版尹志平清高。
- 鹿清篤——全真教弟子，趙志敬的徒弟，與趙志敬臭味相投的小人。曾被楊過惡整所以很討厭楊過，之後故意和沒被授與全真武功的楊過比武功報私仇，被受不了的楊過使出「蛤蟆功」打昏。後來趙志敬為得到掌門之位與「金輪國師」串通，鹿清篤也参與叛亂，最後被誅殺。
- 張志光——全真教第三代弟子，郝大通次徒。

## 丐幫
- 魯有腳：丐幫污衣派長老，後成為丐幫第二十代幫主，得黃蓉傳授「打狗棒法」，但悟性一般未能純熟。最終被蒙古王子霍都化名的「何師我」暗殺身亡。
- 彭長老：丐幫淨衣派，前四大長老之一，擅使攝魂術，最後死於「鐵掌水上飄」裘千仞（慈恩）的鐵掌下。
- 梁長老：丐幫淨衣派，四大長老之一，因魯、簡、梁、彭四大長老中，魯有腳升任幫主後新近遇害，彭長老叛幫，為慈恩所殺，簡長老年邁病死，所以成為首席長老。

## 遼耶律氏
- 耶律楚材：耶律鑄、耶律齊、耶律燕之父，本為遼國王室後代，原為蒙古帝國中書令，後遭疏遠而離開蒙古定居中原。
- 耶律晉：耶律楚材長子，蒙古帝國汴梁經略使。曾獲鷹爪門名師傳授「大力鷹爪功」。(新修版中改為史實人物耶律鑄)
- 耶律齊：耶律楚材次子，耶律燕二兄，郭靖、黃蓉之女婿，郭芙之丈夫，郭襄和郭破虜之姐夫。為人風度翩翩、侠骨柔情，具有領導才能，後與郭靖與黃蓉之長女郭芙相識之後更成為其丈夫。原丐幫幫主魯有腳死後，他在比武會中擊敗群雄但負於何師我(由霍都假扮)，後經獲勝的楊過謙讓而成為丐幫幫主。舊版設定雖然天資聰穎但因周伯通教給他的武功卻出奇的少，僅有路人等級的實力；新版後期則是成為集打狗棒法、降龍十八掌與周伯通本事於一身的一流高手。
- 耶律燕：耶律楚材之女，耶律晉、耶律齊之妹，後來嫁給武三通的長子武敦儒，更誕下嬰孩。擅長全真劍法，師承其二哥。

## 蒙古

### 軍營
- 金輪國師（前二版稱「金輪法王」）——當世絕頂武林高手之一，初時武功與「天下五絕」等中原高手不相伯仲，但略遜全真教「老頑童」周伯通和大俠郭靖。博學多才， 精通各地語言，包括漢語。為楊過、小龍女師徒和郭靖、黃蓉夫婦為首的中原武林人士主要的敵人之一，為人陰險奸詐，城府極深，性格丶行事作風和為人品德與前傳射鵰英雄傳的最大反派兼本書主角楊過的義父西毒歐陽鋒極其相似，為本書最大的反派。原為一藏僧，擅長龍象般若功；受封為蒙古國師，為四王爺忽必烈帳下的高手和謀士，自命武功絕頂，可是在英雄大會上先後敗給了郭靖、楊過和小龍女，繼而多次敗在楊過、小龍女的「玉女素心劍法」，之後多次為蒙古挑戰南朝武林（主要是郭靖、楊過、小龍女、全真教）和進攻襄陽乃至南宋，但失敗，重陽宮一役更敗於楊過手下，繼而退回蒙古勤練武功16年，後來雖然武功大成，重返中原，先與另一中原高手鐵掌幫前幫主裘千仞大戰一天一夜，把他擊致重傷致死，再企圖以郭襄要脅郭靖投降，但是仍然敗在楊過的黯然銷魂掌手下，最後活活大火燒死，臨終前把郭襄拋絵楊過，以從火埸救走郭襄。新版加收郭靖么女郭襄為徒。金輪之前共收過三位徒弟，最喜愛的首徒聰明悟性高但早死，令金輪深以為憾，不太喜歡笨頭笨腦的達爾巴，但更討厭奸巧的霍都。
- 忽必烈——拖雷之四子，蒙古大汗蒙哥胞弟，知人善任、氣度恢弘，為蒙古軍入侵南宋的主帥。
- 達爾巴——金輪國師二弟子，力大無窮，擅使金剛杵，個性忠厚但單純愚笨。楊過外貌酷似已逝大師兄又能背出心法，笨到以為是大師兄轉世投胎而對楊過言聽計從；全真教一戰與霍都聯手卻不敵功力已經大增的楊過。霍都棄戰而逃，達爾巴為了保全師傅金輪國師而向楊過下跪求情。楊過受其護師舉動感動而放走其與金輪國師。之後十幾年為了找霍都報仇不停奔走。最後與楊過聯手擊殺化名何師我的霍都清理門戶，之後回到西藏。
- 霍都——蒙古王子，金輪國師三弟子，聰明有才但個性奸巧、野心極大，不為金輪國師所喜，也因此對霍都藏私不欲授其畢生所學，霍都也猜到金輪藏私而對其不滿，所以化名「何師我」意圖奪取丐幫幫主之位，以得到降龍十八掌與打狗棒法好跟金輪國師翻臉，但被楊過揭發假身分，遭達爾巴打至重傷，其後被躲在暗處的楊過與黃藥師合力用彈指神通彈死。

### 蒙古國打手
- 湘西名宿瀟湘子：
在終南山和古墓派楊過對戰時被對方打斷雙臂，之後隱居十多年，後与尹克西至少林寺窃取九陽真經，兩人將經書藏在猿的肚子裡得以逃脫，但二人互相猜忌，至崑崙山二人互鬥而死。也因此最後使九陽真經在數十年後為《倚天屠龍記》男主角張無忌所得。

- 天竺高手尼摩星
尼摩星外貌生得極矮極黑，常以赤腳行走，吃飯時不用餐具，只用手抓。登場於小說第十六回「殺父深仇」中，身份是一名來自天竺僧人，受蒙古忽必烈所聘而成為蒙古軍中的武林高手，常與金輪國師、瀟湘子、尹克西及馬光佐數人共同行動。日常雖然能說漢語，但說話中語法倒錯，很少說得出通順的句子。尼摩星為人頗有野心，對「蒙古國第一勇士」之名有覬覦之心，為人心高氣傲，容易中激將法。
在第二十二回中「危城女嬰」中，尼摩星曾與金輪國師共同將楊過、李莫愁及女嬰郭襄困在洞中，但在楊過使計下雙腳踏上了冰魄銀針，中毒太深，逼於無奈以手中鐵蛇將雙腿割去。失去雙腿後，尼摩星以一雙鐵拐杖拄地行走，便以鐵杖為武器，武功仍甚高強。後來尼摩星在羊太傅廟中襲擊郭芙、郭襄姊妹，幾近成功之際，卻被楊過從遠處利用內力運擲玉簪所殺。
尼摩星武功高強，擅使一條鐵鑄靈蛇般的短鞭，鐵蛇頭部呈三角形，形如活生生的毒蛇，鞭身以無數細小鐵球鑲成，蛇頭蛇尾均具鋒銳尖刺。這短鞭與一般的及遠長鞭使法不同，此鞭使動時會盤纏在尼摩星的上臂，矯夭靈動，招式難測，在第二十一回「襄陽鏖兵」中，尼摩星就曾以此鐵蛇令郭靖受傷。

- 波斯大賈尹克西
尹克西高鼻深目，曲髮黃鬚，是個胡人，身上穿的卻是漢服，頸懸明珠，腕帶玉鐲，珠光寶氣。他是來自波斯的商人，祖孫三代在汴梁、長安、太原等地販賣珠寶，取了個中國姓名叫作尹克西。在五大高手中奸詭僅次於金輪國師，常常趁人不備而大撿便宜，不失商人本色。讓人印象最深刻的就是他那條金龍鞭了，鞭上珠光寶氣，鑲滿了寶石、金剛鑽、白玉之屬。
重陽宮一役中，他因貪圖楊過的玄鐵重劍，企圖以金龍鞭將它奪過來並據為己有，但並不成功。最後，他與瀟湘子一起到少林寺盗得《九陽真經》密本後，將經書縫入隨身白猿腹中，但二人互相猜忌，結果在崑崙山互殴而死。最后，臨死前要求「崑崙三聖」何足道代為傳話给少林寺覺遠，原本尹克西向何足道說的是＂經在猿中＂，但何足道聽不清楚尹克西就已死去，結果何足道就說成“經在油中”给覺遠，而覺遠亦在不久後圓寂，結果九陽真經在近一百年後為《倚天屠龍記》男主角張無忌僥倖獲得。

- 回疆人馬光佐：三版改名為麻光佐以區分元朝真實人物。
身高八尺，力大無窮。個性愚魯粗枝大葉，雙眼木然。以熟銅棍為武器。
馬光佐是書中在周伯通後另一位個性天真可愛的角色。招數雖然雜亂無章，但是天生神力彌補不足。雖為蒙古國五名高手之一，但是與其他四位相比個性可說南轅北轍。為人重情重義也注重戰鬥公平，且並未做出過傷天害理之事。五人中也是與楊過最處得來的角色。
重陽宮一役中，面對金輪法王眾人對付楊過時也打算助其一臂之力，對於金輪等人以多擊少這點謾罵過金輪眾人，不慎被餘招擊中頭部。待楊過擊敗金輪法王眾人後，馬光佐便上前對楊過訴說佩服之詞。楊過對於馬為人正派卻與金輪等人為伍感到惋惜。勸其離開忽必烈王回歸家鄉。馬光佐也笑著答應。臨走之時還祝賀楊過與小龍女。是書中第一個支持兩人成親的人。隨後倒拖熟銅棍，哈哈大笑，回頭便走，只聽得銅棍與地下山石相碰，嗆啷啷聲不絕，漸漸遠去。

## 絕情谷
- 公孫止：絕情谷谷主，擅使「陰陽倒亂刃法」，為一外表仙風道骨、內心陰險薄倖的偽君子；欲趁人之危騙取小龍女為妻，卻落得身敗名裂。
- 裘千尺：外號「鐵掌蓮花」，「鐵掌水上飄」裘千仞胞妹，公孫止妻子。個性蠻橫，為公孫止慘害、終生殘廢，自練「棗核釘」一門絕技。後利用楊過對公孫止復仇，終與仇人（公孫止）同歸於盡。
- 公孫綠萼：公孫止與裘千尺獨生女，秀雅脫俗，有一股清靈之氣，性情善良，對楊過一見傾心；後因父母反目受盡苦楚，終為救助楊過犧牲而死。
- 樊一翁：絕情谷大弟子，身形矮小鬍子奇長，使一條長約一丈一尺的龍頭鋼杖，能以鬍子作為武器。絕情谷亡後，是西山一窟鬼一員，長鬚鬼，最後為保護郭襄斃於金輪國師掌下。

## 大理段氏「南僧」門派
- 瑛姑——外號「神算子」，一生希望殺死仇敵裘千仞和與周伯通重聚，不過在華山上愛人仇人都從她身邊溜走。晚年居於黑龍潭，養了兩隻九尾靈狐，結尾與二人冰釋前嫌，並一同居住在百花谷之中。
- 裘千仞——外號「鐵掌水上飄」，裘千丈之弟，「鐵掌蓮花」裘千尺之二兄，曾任铁掌帮帮主。當世絕頂武林高手之一，在神鵰俠侶故事登場時武功僅在「天下五絕」的黃藥師及一燈二人、「老頑童」周伯通、郭靖和蒙古密教金剛宗僧人兼蒙古護國第一國師金輪國師之下，除此以外，在江湖上已無敵手，擅長铁掌和“水上飘”轻功。於前傳《射雕英雄傳》中間接以鐵砂掌殺死周伯通與瑛姑之子，後更在鐵掌峰以同一招重傷黃蓉令其瀕死，幸黃蓉得郭靖背著並真誠求得一灯大師以一陽指拯救才免一死。最後裘千仞於第二次華山論劍隨一灯大師出家為僧，法號「慈恩」。被金輪國師擊傷致死。
- 漁、樵、耕、讀——一燈大師的四大弟子，分別為點蒼漁隱、樵夫、武三通、朱子柳。本為大理國重臣，大理國君主段智興出家時隨侍在側，隱居山林之間，擅長一陽指。
  - 朱子柳——一燈大師四大弟子「漁、樵、耕、讀」之書生（讀）。原為大理國宰相，在段智興出家時隨待在則，隱居山野之間。在《神雕俠侶》再度出現，且武功勝過其餘師兄。朱子柳在書中被譽為「天南第一書法名家」，將書法融入武學之中，包括草書、隸書甚至石鼓文，創出文中有武、武中有文的「一陽書指」，為作者金庸以中國文化轉為想像中的武學的最佳例子。他的後代朱長齡父女《倚天屠龍記》也有出場。
- 武三娘——武敦儒及武修文之母，武三通之妻子，為救夫死於李莫愁的冰魄銀針之下。
- 天竺神僧——天竺人，為一燈大師的師弟。最大絕學是高明的醫術。救了楊過，也發現解救情花之毒的方法，還親身試毒。但最後被李莫愁的冰魄銀針殺害。

## 金国完顏氏
- 完顏萍——金朝王族的後代，為武修文之妻。父母在金朝被蒙古消滅時，為耶律楚材所殺。

### 完顏洪烈手下高手
- 靈智上人——西藏密宗以「大手印」（五指秘刀）武功馳名西南。
- 彭連虎——「千手人屠」。
- 侯通海——「三頭蛟」。
- 沙通天——外號「鬼門龍王」，侯通海的師兄。

這四人都曾是楊康的賓客之一，也是幫楊康助紂為虐的惡人，後來被老頑童周伯通制服，送交寺院監管，為免其逃脫，把他們眼睛用瞎，只剩下沙通天一人眼可視物，又用鎖鏈將其鍊在一起(此為射鵰英雄傳的後期劇情)。後趁寺院大火騷動時逃出，逮到了柯鎮惡，柯鎮惡被他們威逼去桃花島找藥丸來治療他們的傷口，並約在嘉興鐵槍廟碰面。柯鎮惡依約抵達後，正好碰到楊過。在楊康的墳墓前因柯鎮惡仍然對其墳墓口出惡言，被不明所以的楊過和柯鎮惡發生衝突。但在柯鎮惡將前因後果說出後，兩人和解。這四人也替楊康說好話(說楊康其實是「人品高尚但卻誤入歧途的好人」)，之後也幫柯鎮惡重新修葺楊康的墳墓。

## 楊過友人
- 神鵰——定居在神鵰谷，其主角楊過遭郭芙斷臂後離開襄陽城尋找小龍女，在路途中暈倒被神鵰救起。後將獨孤求敗遺塚裡的玄鐵重劍交給楊過，並教導楊過習得玄鐵劍法。身形甚巨，比人還高，形貌醜陋之極，全身羽毛疏疏落落，似是被人拔去了一大半似的，毛色黃黑，顯得甚是骯髒，雕釣嘴彎曲，頭頂生著個血紅的大肉瘤，雙腿奇粗，有時伸出羽翼，卻又甚短，有一番威武氣概。曾經是「劍魔」獨孤求敗的夥伴，也因此擁有駭人的武功。神鵰俠侶的主角杨过在故事後期因与神雕练习剑法而功力大增，在楊過等待小龍女的16年期間，神雕亦與楊過一同闖蕩江湖，楊過也因此被稱為「神鵰俠」。而小說名稱「神鵰俠侶」亦源自此。
- 西山一窟鬼——長鬚鬼、吊死鬼、催命鬼、無常鬼、大頭鬼、討債鬼、煞神鬼、喪門鬼、紅俏鬼、笑臉鬼，其中只有長鬚鬼知其姓名為樊一翁，他與大頭鬼亡於金輪國師(金輪法王)之手。
- 史家五兄弟萬獸山莊——白額山君史伯威、管見子史仲猛、金甲獅王史叔剛、大力神史季強、八手仙猿史孟捷。善於役使百獸。
- 轉輪王張一氓、絕戶手聖因師太、人廚子、百草仙、九死生、狗肉頭陀、韓無垢：郭襄房間英雄小宴的參加人員，後協助放火燒了南陽20萬大軍的軍糧。
- 黃一砲——漢口鎮天下馳名的巧手匠人，製作郭襄生日的煙花
- 曇華大師——五台山佛光寺方丈，少林方丈天鳴齊名，是擒抓達爾巴的八大高手之一。
- 趙老爵爺——居住河南信陽軍，太祖三十二势长拳和十八路齐眉棍是家传绝技，是袭爵的清贵，向不与江湖武人混迹，是擒抓達爾巴的八大高手之一。
- 聾啞頭陀——三湘武林名宿，武功甚強，隱居于湖南常德府烏鴉山，甚少在江湖上露面。又因聾啞，所以也極少與外人交往，是擒抓達爾巴的八大高手之一。
- 青靈子——昆侖派掌門，通曉藏語，是擒抓達爾巴的八大高手之一。

## 其他人物
- 陸立鼎、陸二娘——陸無雙的父母，皆為李莫愁所殺。
- 童大海——外號「千斤鼎」。
- 藍天和——貴州的一個苗人。幼時隨人至四川青城山採藥，失足墜入山崖，得遇奇人，學得了一身剛猛險狠兼而有之的外門武功。他掌力中隱隱有風雷之聲，轟轟發發，的是威風了得，擅使風雷掌法，在丐幫大會上被耶律齊打敗。

## 人物血緣關係圖
楊過家族
| 杨再兴 |        |        |        |        |        |      |      |        |        |        |        |                               |        |        |        |          |          |          |          |          |          |  |  |        |        |        |        |        |        |  |  |      |      |      |      |      |      |
|        |        |        |        |        |        |      |      |        |        |        |        |                               |        |        |        |          |          |          |          |          |          |  |  |        |        |        |        |        |        |  |  |      |      |      |      |      |      |
|        |        |        |        |        |        |      |      |        |        |        |        |                               |        |        |        |          |          |          |          |          |          |  |  |        |        |        |        |        |        |  |  |      |      |      |      |      |      |
| 楊鐵心 | 楊鐵心 | 楊鐵心 | 楊鐵心 | 楊鐵心 | 楊鐵心 |      |      | 包惜弱 | 包惜弱 | 包惜弱 | 包惜弱 | 包惜弱                        | 包惜弱 |        |        | 完顏洪烈 | 完顏洪烈 | 完顏洪烈 | 完顏洪烈 | 完顏洪烈 | 完顏洪烈 |  |  |        |        |        |        |        |        |  |  |      |      |      |      |      |      |
| 楊鐵心 | 楊鐵心 | 楊鐵心 | 楊鐵心 | 楊鐵心 | 楊鐵心 |      |      | 包惜弱 | 包惜弱 | 包惜弱 | 包惜弱 | 包惜弱                        | 包惜弱 |        |        | 完顏洪烈 | 完顏洪烈 | 完顏洪烈 | 完顏洪烈 | 完顏洪烈 | 完顏洪烈 |  |  |        |        |        |        |        |        |  |  |      |      |      |      |      |      |
|        |        |        |        |        |        |      |      |        |        |        |        |                               |        |        |        |          |          |          |          |          |          |  |  |        |        |        |        |        |        |  |  |      |      |      |      |      |      |
|        |        |        |        | 楊康   | 楊康   | 楊康 | 楊康 | 楊康   | 楊康   |        |        | 穆念慈                        | 穆念慈 | 穆念慈 | 穆念慈 | 穆念慈   | 穆念慈   |          |          |          |          |  |  |        |        |        |        |        |        |  |  |      |      |      |      |      |      |
|        |        |        |        | 楊康   | 楊康   | 楊康 | 楊康 | 楊康   | 楊康   |        |        | 穆念慈                        | 穆念慈 | 穆念慈 | 穆念慈 | 穆念慈   | 穆念慈   |          |          |          |          |  |  |        |        |        |        |        |        |  |  |      |      |      |      |      |      |
|        |        |        |        |        |        |      |      |        |        |        |        |                               |        |        |        |          |          |          |          |          |          |  |  |        |        |        |        |        |        |  |  |      |      |      |      |      |      |
|        |        |        |        |        |        |      |      | 杨过   | 杨过   | 杨过   | 杨过   | 杨过                          | 杨过   |        |        | 小龍女   | 小龍女   | 小龍女   | 小龍女   | 小龍女   | 小龍女   |  |  | 耶律齐 | 耶律齐 | 耶律齐 | 耶律齐 | 耶律齐 | 耶律齐 |  |  | 郭芙 | 郭芙 | 郭芙 | 郭芙 | 郭芙 | 郭芙 |
|        |        |        |        |        |        |      |      | 杨过   | 杨过   | 杨过   | 杨过   | 杨过                          | 杨过   |        |        | 小龍女   | 小龍女   | 小龍女   | 小龍女   | 小龍女   | 小龍女   |  |  | 耶律齐 | 耶律齐 | 耶律齐 | 耶律齐 | 耶律齐 | 耶律齐 |  |  | 郭芙 | 郭芙 | 郭芙 | 郭芙 | 郭芙 | 郭芙 |
|        |        |        |        |        |        |      |      |        |        |        |        |                               |        |        |        |          |          |          |          |          |          |  |  |        |        |        |        |        |        |  |  |      |      |      |      |      |      |
|        |        |        |        |        |        |      |      |        |        |        |        |                               |        |        |        |          |          |          |          |          |          |  |  |        |        |        |        |        |        |  |  |      |      |      |      |      |      |
|        |        |        |        |        |        |      |      |        |        |        |        |                               |        |        |        |          |          |          |          |          |          |  |  |        |        |        |        |        |        |  |  |      |      |      |      |      |      |
|        |        |        |        |        |        |      |      |        |        |        |        | 黄衫女子 （應為楊過夫婦後人） |        |        |        |          |          |          |          |          |          |  |  |        |        |        |        |        |        |  |  |      |      |      |      |      |      |

郭靖家族
| 郭盛   |        |        |        |        |        |        |        |        |        |      |      |      |      |      |      |        |        |        |        |        |        |      |      |        |        |        |        |        |        |        |        |          |          |          |          |          |          |        |        |        |        |  |  |        |        |        |        |        |        |  |  |        |        |        |        |        |        |  |  |        |        |        |        |        |        |  |  |
|        |        |        |        |        |        |        |        |        |        |      |      |      |      |      |      |        |        |        |        |        |        |      |      |        |        |        |        |        |        |        |        |          |          |          |          |          |          |        |        |        |        |  |  |        |        |        |        |        |        |  |  |        |        |        |        |        |        |  |  |        |        |        |        |        |        |  |  |
|        |        |        |        |        |        |        |        |        |        |      |      |      |      |      |      |        |        |        |        |        |        |      |      |        |        |        |        |        |        |        |        |          |          |          |          |          |          |        |        |        |        |  |  |        |        |        |        |        |        |  |  |        |        |        |        |        |        |  |  |        |        |        |        |        |        |  |  |
| 郭嘯天 | 郭嘯天 | 郭嘯天 | 郭嘯天 | 郭嘯天 | 郭嘯天 |        |        | 李萍   | 李萍   | 李萍 | 李萍 | 李萍 | 李萍 |      |      | 黄药师 | 黄药师 | 黄药师 | 黄药师 | 黄药师 | 黄药师 |      |      | 馮氏蘅 | 馮氏蘅 | 馮氏蘅 | 馮氏蘅 | 馮氏蘅 | 馮氏蘅 |        |        |          |          |          |          |          |          |        |        |        |        |  |  |        |        |        |        |        |        |  |  |        |        |        |        |        |        |  |  |        |        |        |        |        |        |  |  |
| 郭嘯天 | 郭嘯天 | 郭嘯天 | 郭嘯天 | 郭嘯天 | 郭嘯天 |        |        | 李萍   | 李萍   | 李萍 | 李萍 | 李萍 | 李萍 |      |      | 黄药师 | 黄药师 | 黄药师 | 黄药师 | 黄药师 | 黄药师 |      |      | 馮氏蘅 | 馮氏蘅 | 馮氏蘅 | 馮氏蘅 | 馮氏蘅 | 馮氏蘅 |        |        |          |          |          |          |          |          |        |        |        |        |  |  |        |        |        |        |        |        |  |  |        |        |        |        |        |        |  |  |        |        |        |        |        |        |  |  |
|        |        |        |        |        |        |        |        |        |        |      |      |      |      |      |      |        |        |        |        |        |        |      |      |        |        |        |        |        |        |        |        |          |          |          |          |          |          |        |        |        |        |  |  |        |        |        |        |        |        |  |  |        |        |        |        |        |        |  |  |        |        |        |        |        |        |  |  |
|        |        |        |        | 郭靖   | 郭靖   | 郭靖   | 郭靖   | 郭靖   | 郭靖   |      |      |      |      |      |      |        |        |        |        | 黄蓉   | 黄蓉   | 黄蓉 | 黄蓉 | 黄蓉   | 黄蓉   |        |        |        |        |        |        | 耶律楚材 | 耶律楚材 | 耶律楚材 | 耶律楚材 | 耶律楚材 | 耶律楚材 |        |        |        |        |  |  | 武三通 | 武三通 | 武三通 | 武三通 | 武三通 | 武三通 |  |  | 武三娘 | 武三娘 | 武三娘 | 武三娘 | 武三娘 | 武三娘 |  |  |        |        |        |        |        |        |  |  |
|        |        |        |        | 郭靖   | 郭靖   | 郭靖   | 郭靖   | 郭靖   | 郭靖   |      |      |      |      |      |      |        |        |        |        | 黄蓉   | 黄蓉   | 黄蓉 | 黄蓉 | 黄蓉   | 黄蓉   |        |        |        |        |        |        | 耶律楚材 | 耶律楚材 | 耶律楚材 | 耶律楚材 | 耶律楚材 | 耶律楚材 |        |        |        |        |  |  | 武三通 | 武三通 | 武三通 | 武三通 | 武三通 | 武三通 |  |  | 武三娘 | 武三娘 | 武三娘 | 武三娘 | 武三娘 | 武三娘 |  |  |        |        |        |        |        |        |  |  |
|        |        |        |        |        |        |        |        |        |        |      |      |      |      |      |      |        |        |        |        |        |        |      |      |        |        |        |        |        |        |        |        |          |          |          |          |          |          |        |        |        |        |  |  |        |        |        |        |        |        |  |  |        |        |        |        |        |        |  |  |        |        |        |        |        |        |  |  |
|        |        |        |        |        |        |        |        |        |        |      |      |      |      |      |      |        |        |        |        |        |        |      |      |        |        |        |        |        |        |        |        |          |          |          |          |          |          |        |        |        |        |  |  |        |        |        |        |        |        |  |  |        |        |        |        |        |        |  |  |        |        |        |        |        |        |  |  |
|        |        |        |        | 郭破虜 | 郭破虜 | 郭破虜 | 郭破虜 | 郭破虜 | 郭破虜 |      |      | 郭襄 | 郭襄 | 郭襄 | 郭襄 | 郭襄   | 郭襄   |        |        | 郭芙   | 郭芙   | 郭芙 | 郭芙 | 郭芙   | 郭芙   |        |        | 耶律齐 | 耶律齐 | 耶律齐 | 耶律齐 | 耶律齐   | 耶律齐   |          |          | 耶律燕   | 耶律燕   | 耶律燕 | 耶律燕 | 耶律燕 | 耶律燕 |  |  | 武敦儒 | 武敦儒 | 武敦儒 | 武敦儒 | 武敦儒 | 武敦儒 |  |  | 武修文 | 武修文 | 武修文 | 武修文 | 武修文 | 武修文 |  |  | 完顏萍 | 完顏萍 | 完顏萍 | 完顏萍 | 完顏萍 | 完顏萍 |  |  |
|        |        |        |        | 郭破虜 | 郭破虜 | 郭破虜 | 郭破虜 | 郭破虜 | 郭破虜 |      |      | 郭襄 | 郭襄 | 郭襄 | 郭襄 | 郭襄   | 郭襄   |        |        | 郭芙   | 郭芙   | 郭芙 | 郭芙 | 郭芙   | 郭芙   |        |        | 耶律齐 | 耶律齐 | 耶律齐 | 耶律齐 | 耶律齐   | 耶律齐   |          |          | 耶律燕   | 耶律燕   | 耶律燕 | 耶律燕 | 耶律燕 | 耶律燕 |  |  | 武敦儒 | 武敦儒 | 武敦儒 | 武敦儒 | 武敦儒 | 武敦儒 |  |  | 武修文 | 武修文 | 武修文 | 武修文 | 武修文 | 武修文 |  |  | 完顏萍 | 完顏萍 | 完顏萍 | 完顏萍 | 完顏萍 | 完顏萍 |  |  |

## 相关资料

### 有關條目
- 射鵰英雄傳角色列表
- 倚天屠龍記角色列表